# Psammitis lindbergi
Psammitis lindbergi is een spinnensoort uit de familie van de krabspinnen (Thomisidae).
De wetenschappelijke naam van de soort werd in 1962 als Xysticus lindbergi gepubliceerd door Carl Friedrich Roewer.